# Kim Tong-ni
Kim Tong-ni (* 24. November 1913 in Kyŏngju, Kyŏngsangbuk-do; † 17. Juni 1995 in Seoul) war ein südkoreanischer Schriftsteller und Lyriker.

## Leben
Kim Tong-ni (geb. Kim Si-jong [김시종|金始鍾]) wurde am 24. November 1913 in Kyŏngju, Kyŏngsangbuk-do geboren. Er besuchte die Kyesŏng Mittelschule in Taegu, wechselte jedoch später auf die Kyŏngsin Mittelschule in Seoul. 1928 brach er die Schule ab, um sich voll und ganz dem Schreiben zu widmen. Seine Karriere begann er als Lyriker. Er debütierte 1934 mit der Veröffentlichung des Gedichtes Weißer Reiher (백로[白鷺]) in der Zeitung Chosun Ilbo und trat im nächsten Jahr als Romanautor hervor, als seine Geschichte Der Nachfahre der Hwarang (화랑[花郎]의 후예[後裔]) im JoongAng Ilbo veröffentlicht wurde. Als eher rechts-orientierter Schriftsteller und Befürworter der 'Reinen Literatur' verfasste er eine Reihe von kritischen Essays, die sich der ideologischen Literatur entgegenstellen. Er war ebenfalls aktiv in diversen Organisationen wie der Vereinigung junger koreanischer Schriftsteller (한국청년문학가협회|韓國青年文學家協會), der Kunstakademie der Republik Korea (대한민국예술원) und der Vereinigung koreanischer Schriftsteller (한국문인협회). Er starb am 17. Juni 1995 in Seoul.
Kims literarische Welt, charakterisiert durch eine Mischung aus traditioneller Mystik und menschlichem Realismus, erforscht die Idee von Schicksal und den Platz des Menschen im Universum durch die spirituelle Welt der koreanischen Tradition, sobald diese mit ausländischer Kultur zusammenstößt. Vor allem seine frühen Werke stützen sich stark auf Elemente traditioneller Mythen, um die Beziehungen zwischen Schamanismus und Konfuzianismus, Christentum und Buddhismus sowie Fatalismus und Naturalismus zu untersuchen. In Das Postpferd (역마[驛馬]), wird die Geschichte eines Mannes geschildert, der dagegen rebelliert, sein Schicksal als Wanderer endgültig zu akzeptieren; Das Bildnis der Schamanin (무녀도[巫女圖]), ein Werk, welches später zu dem Roman Ulhwa, die Schamanin (을화 [乙火]) erweitert wurde, beschreibt den Konflikt zwischen einer Mutter, die Schamanin ist, und ihrem christlichen Sohn. Mit dem Selbstmord der Mutter prognostiziert der Erzähler den Untergang des Schamanismus und den Aufstieg des neu importierten Christentums.
Nach dem Koreakrieg erweiterte Kim seine Thematik um politische Auseinandersetzungen und das daraus resultierende Leid der Menschen während des Koreakrieges. Evakuierung aus Hŭngnam (흥남철수) befasst sich mit dem Konflikt zwischen Demokratie und Kommunismus und basiert auf der realen Tatsache des Rückzugs der UN-Truppen aus der Stadt Hŭngnam während des Krieges. Tanz der Existenz (실존무[實存舞]) erzählt eine Liebesgeschichte zwischen einem nordkoreanischen Mann und einer südkoreanischen Frau, deren Beziehung abrupt endet, als die Frau des Mannes aus Nordkorea wieder auftaucht. Einige Kritiker bemängeln, dass es Kim an historischem Bewusstsein und Verständnis der zeitgenössischen Realität mangele, zweifellos jedoch leistet er einem Beitrag zur Entwicklung der koreanischen Literatur und Sprache.

## Arbeiten

### Koreanisch (Auswahl)

#### Erzählbände
- 무녀도 (巫女圖) Das Bildnis der Schamanin (1946)
- 황토기 (黃土記) Geschichten der gelben Erde (1949)
- 귀환장정 (歸還壯丁) Der zurückkehrende Rekrut (1950)
- 실존무 (實存舞) Tanz der Existenz (1958)
- 등신불 (等身佛) Die lebensgroße Buddha-Statue (1963)

#### Romane
- 사반의 십자가(十字架) Das Kreuz von Shaphan (1957)
- 을화 (乙火) Ulhwa, die Schamanin (1984)

#### Kritische Essays
- 문학(文學)과 인간(人間) Literatur und die Menschheit (1948)
- 문학개론(文學槪論) Einleitung in die Literatur (1952)

#### Essaysammlungen
- 자연(自然)과 인생(人生) Natur und Leben (1966)

#### Sonstiges
- 팥죽 Reisbrei mit roten Bohnen (1938)
- 소년(少年) Jüngling (1940)
- 지연기(紙鳶記) Erzählungen eines Papierdrachen (1947)
- 한내마을의 전설(傳說) Die Legende des Dorfes Hannae (1950)
- 해바라기 Sonnenblume (1953)
- 여수(旅愁) Reisemelancholie (1955)
- 원왕생가(願往生歌) Das Wŏnwangsaeng Lied (1955)
- 춘추(春秋) Frühling und Herbst (1957)
- 꽃 Blumen (1958)
- 광주(光州)에서 In Kwangju (1959)
- 당고개무당 Die Schamanin aus Tanggogae (1959)
- 이곳에 던져지다 Hierhin werfen (1960)
- 천사(天使) Engel (1962)
- 해풍(海風) Meeresbrise (1963)
- 심장(心臟)비맞다 Es regnet im Herzen (1964)
- 송추(松湫)에서 In Songch'u (1966)
- 까치소리 Die Laute der Elster (1966)
- 석노인(石老人) Der steinerne Alte (1967)
- 극락조(極樂鳥) Paradiesvogel (1968)
- 김동리선집(金東里選集) Gesammelte Werke von Kim Tong-ni (1968)

### Verfilmungen
- 황토기 Geschichten der gelben Erde (1979)
- 을화 Ŭlhwa (1979)
- 극락조 Paradiesvogel (1975)
- 무녀도 Das Bildnis der Schamanin (1972)
- 역마 Das Postpferd (1967)
- 까치 소리 Die Laute der Elster (1967)

### Übersetzungen

#### Deutsch
- Ulhwa, die Schamanin (을화), Pendragon (2005) ISBN 978-3865320261

#### Englisch
- The Green Prodigals (현대소설선 <탕진>) in CRNLE writers series, Flinders University Centre for Research in the New Literatures in English (1989)
- The Shaman Sorceress (을화), Routledge (1989) ISBN 978-0710302809
- The Cross of Shaphan (사반의 십자가), Pace International Research (1983) ISBN 978-0892092000
- ULHWA the Shaman (을화),  Larchwood Publication (1979)
- A moment's grace: stories from Korea in translation (한국 현대 단편선), Cornell East Asia Series (2010) ISBN 978-1933947181

#### Französisch
- La Croix de Schaphan (사반의 십자가), Editions le Leopard d'or (1983)
- La Chamane (을화), Paris Maisonneuve [et] Larose (2001) ISBN 9782706814624

## Auszeichnungen
- 1983 – 5.16 민족문학상 (Preis für Nationalliteratur des 16. Mai)
- 1970 – 국민훈장 모란장 (Moran Verdienstorden)
- 1970 – 서울시 문화상 (Kulturpreis der Stadt Seoul)
- 1967 – 3.1 문화상 예술 부문 본상 (Samil Kulturpreis in der Kategorie Kunst)
- 1958 – 국민훈장 동백장 (Tongbaek Verdienstorden)
- 1958 – 예술원 문학부문 작품상 (Preis für das beste Werk der Kunstakademie in der Kategorie Literatur)
- 1955 – 아시아 자유문학상 (Asiatischer Freiheitspreis für Literatur)